# La Motte (Quebec)
La Motte es un municipio canadiense situado en la provincia de Quebec.

## Superficie
La Motte tiene una superficie de 175,48 km².

## Demografía
En 2021, tenía 478 habitantes, una densidad poblacional de 2,7 hab./km², y 264 viviendas.